# Буфарик
Буфари́к (араб. بوفاريك‎, фр. Boufarik) — коммуна на севере Алжира, на территории вилайета Блида, в округе Буфарик.

## Географическое положение
Коммуна находится в северной части вилайета, на высоте 63 метра над уровнем моря.
Коммуна расположена на расстоянии приблизительно 26 километров к юго-западу от столицы страны Алжира и в 10 км к юго-востоку от административного центра вилайета Блиды.

## Демография
В 2008 году население коммуны составляло 71 446 человек.
| Динамика численности населения коммуны по годам: | Динамика численности населения коммуны по годам: | Динамика численности населения коммуны по годам: | Динамика численности населения коммуны по годам: | Динамика численности населения коммуны по годам: | Динамика численности населения коммуны по годам: |
| 1901                                             | 1926                                             | 1931                                             | 1936                                             | 1948                                             | 1954                                             |
| ------------------------------------------------ | ------------------------------------------------ | ------------------------------------------------ | ------------------------------------------------ | ------------------------------------------------ | ------------------------------------------------ |
| 9300                                             | ↗13 200                                          | ↗14 800                                          | ↗15 600                                          | ↗21 500                                          | ↗23 000                                          |
| 1966                                             | 1977                                             | 1987                                             | 1998                                             | 2008                                             |                                                  |
| ↗24 100                                          | ↗33 600                                          | ↗41 300                                          | ↗48 800                                          | ↗71 446                                          |                                                  |

Виды Буфарика
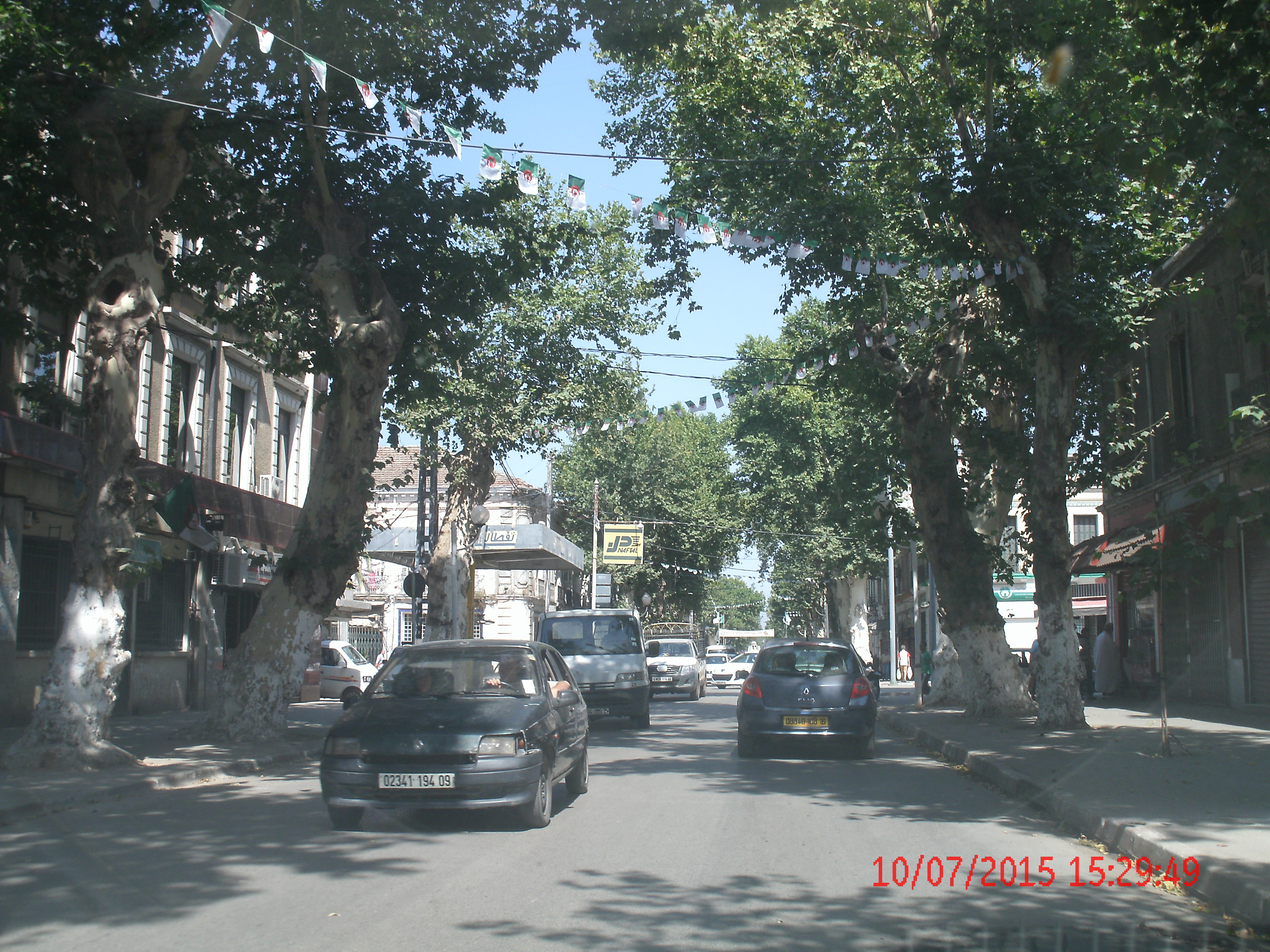
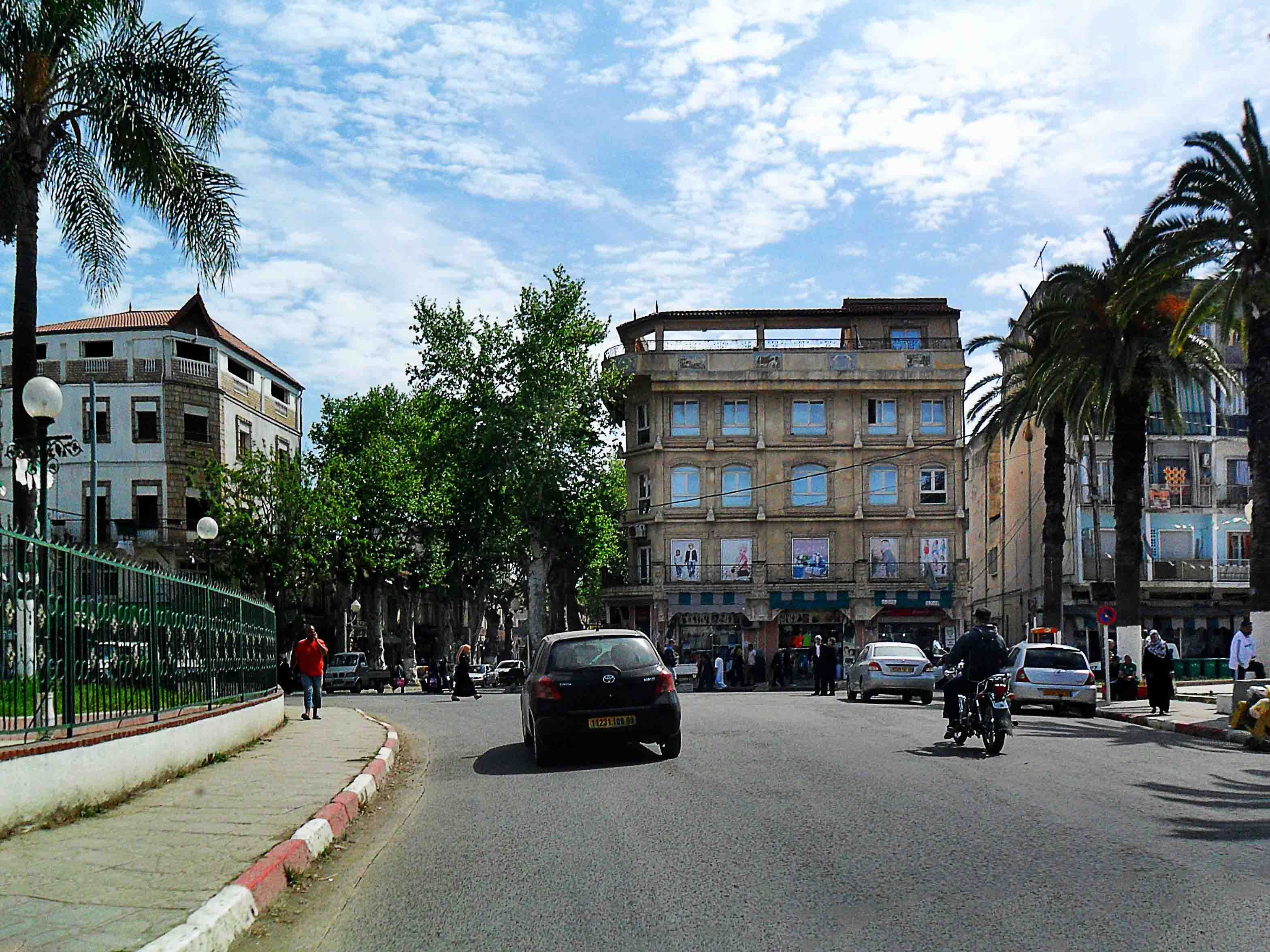
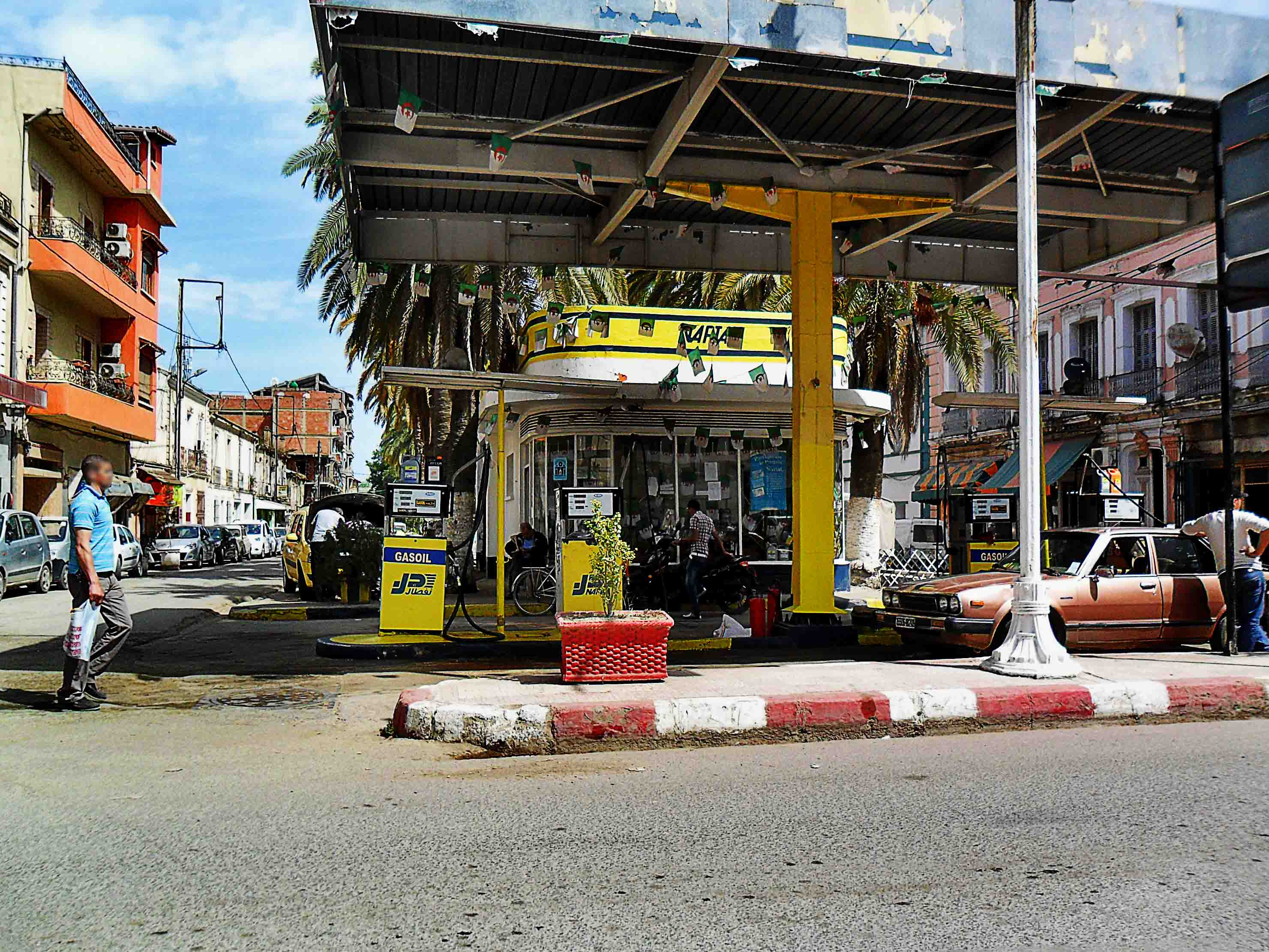
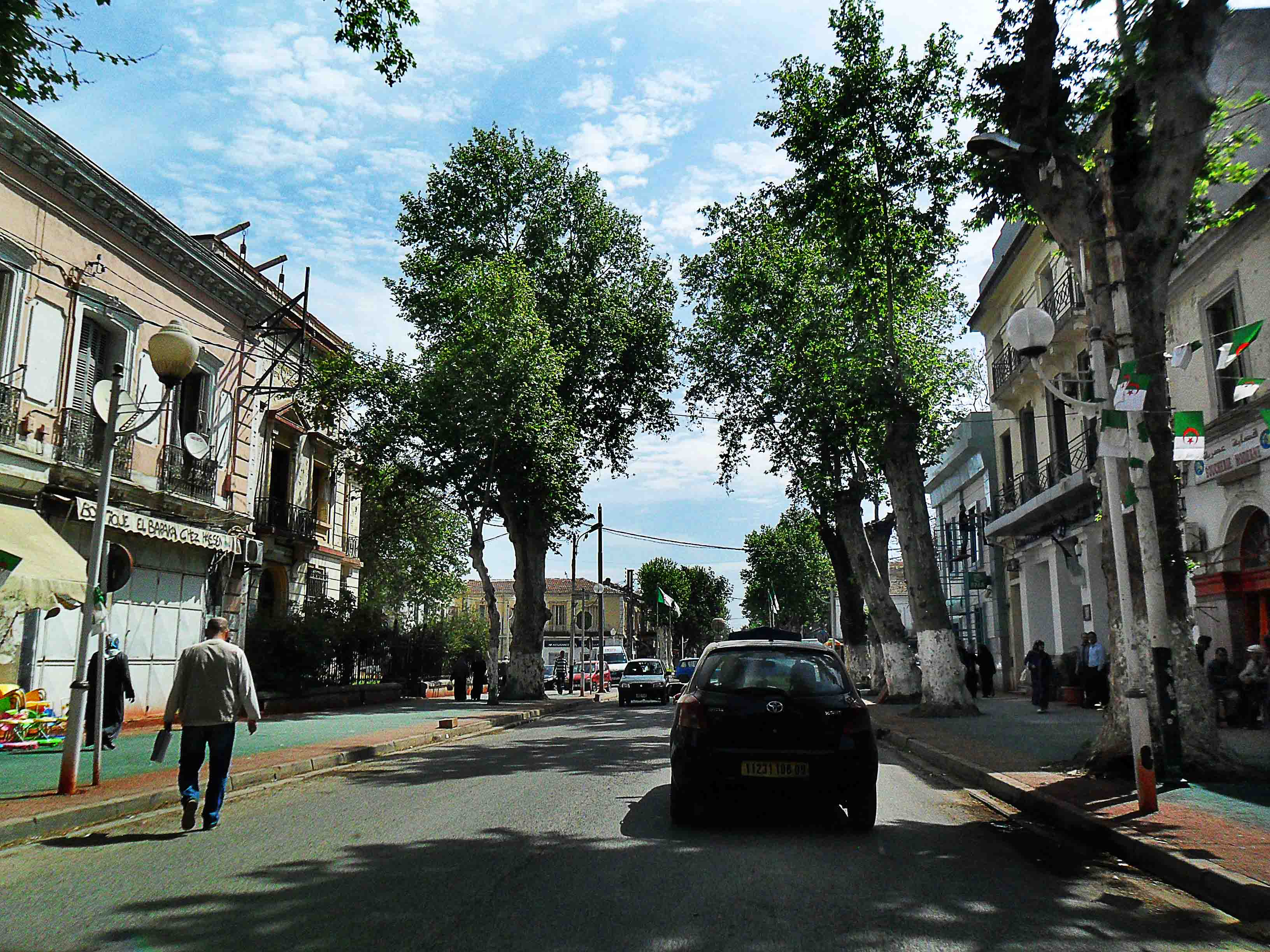
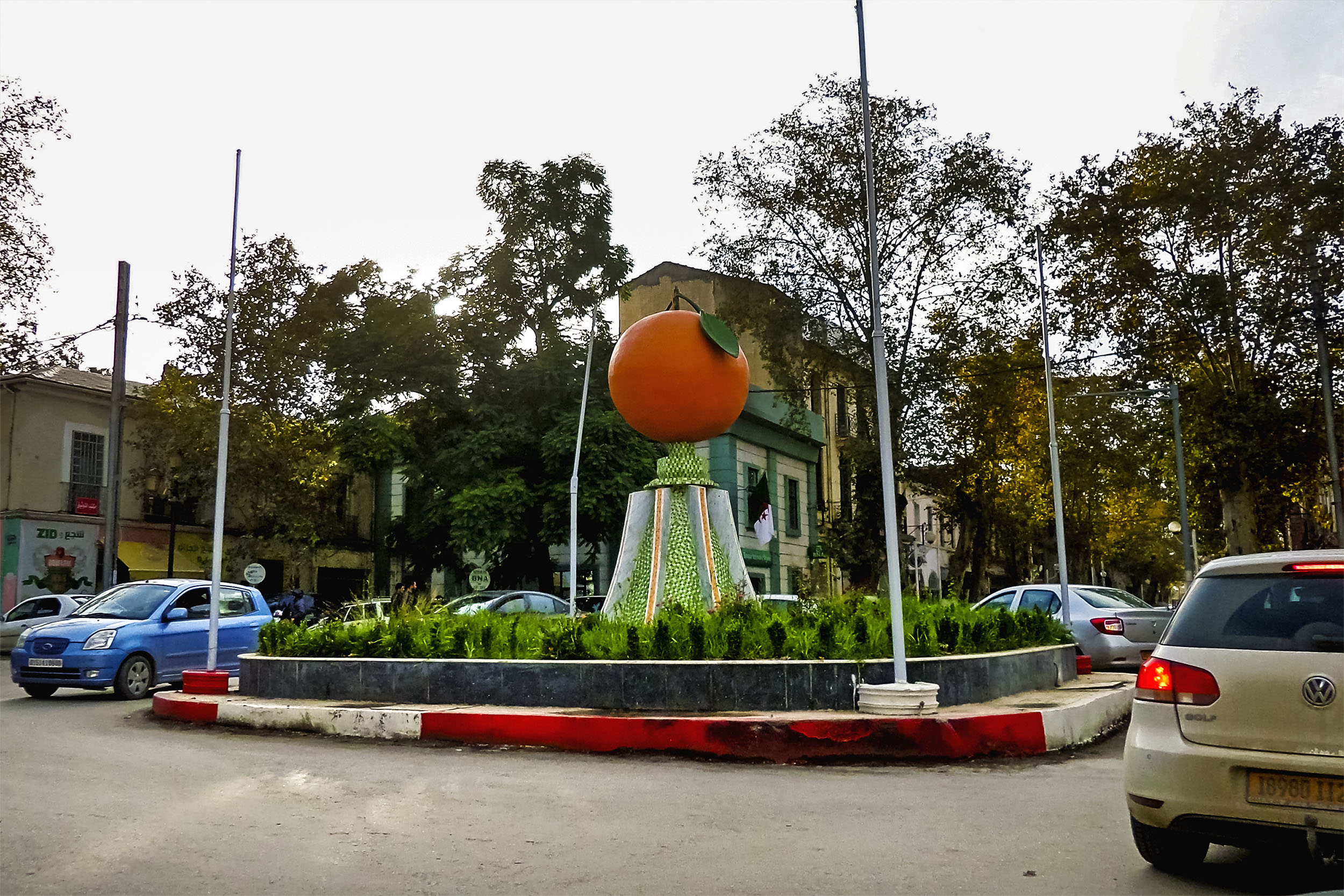